# Lloyd LaBeach
Lloyd Barrington LaBeach, född 28 juni 1922 i Panama City, död 19 februari 1999 i New York, var en  panamansk friidrottare.
LaBeach blev olympisk bronsmedaljör på 100 och 200 meter vid sommarspelen 1948 i London.